# Tiškovac Lički
Tiškovac Lički (Lički Tiškovac) je selo u općini Gračac, Hrvatska.
Nalazi se tik uz granicu s BiH, sa zapadne strane. Najbliže naselje je Gornji Tiškovac, koji se nalazi u BiH, u pravcu jugoistoka. Cestom prema sjeveru se dolazi u Kaldrmu.
Nakon 1945. je prvotno bio dijelom NR BiH, no promjenama granica od 30. ožujka 1953. (zajedno s naseljem Drenovcem iz Bosanskograhovskoga kotara) postao je dijelom NR Hrvatske.
Kod Tiškovca Ličkog je prolazla željeznička pruga, a sjeverno se nalazila i željeznička postaja.

## Stanovništvo
2011. godine je prema popisu u njemu živjelo 15 stanovnika.
| broj stanovnika | 242   | 320   | 266   | 347   | 365   | 399   | 422   | 449   | 561   | 328   | 266   | 212   | 149   | 114   | 17    | 15    | 1     |
|                 | 1857. | 1869. | 1880. | 1890. | 1900. | 1910. | 1921. | 1931. | 1948. | 1953. | 1961. | 1971. | 1981. | 1991. | 2001. | 2011. | 2021. |

## Znamenitosti
Zapadno od Tiškovca Ličkog se nalazi gorsko oko Babića jezero.

## Vanjske poveznice
- Panoramio  Arhivirana inačica izvorne stranice od 17. listopada 2016. (Wayback Machine) Željeznička postaja kod Tiškovca Ličkog]

|  | Portal Hrvatske – Pristup člancima s tematikom o Hrvatskoj. |